# Japan i olympiska sommarspelen 2004
Japan i olympiska sommarspelen 2004 bestod av 306 idrottare som blivit uttagna av Japans olympiska kommitté.

## Badminton
| Idrottare                        | Gren        | Sextondelsfinaler                     | Åttondelsfinaler                                    | Kvartsfinaler        | Semifinaler          | Final                | Final            |
| Idrottare                        | Gren        | Motståndare Resultat                  | Motståndare Resultat                                | Motståndare Resultat | Motståndare Resultat | Motståndare Resultat | Placering        |
| -------------------------------- | ----------- | ------------------------------------- | --------------------------------------------------- | -------------------- | -------------------- | -------------------- | ---------------- |
| Shōji Satō                       | Herrsingel  | Bao (CHN) L 6-15, 5-15                | Gick inte vidare                                    | Gick inte vidare     | Gick inte vidare     | Gick inte vidare     | Gick inte vidare |
| Hidetaka Yamada                  | Herrsingel  | Hidayat (INA) L 8-15, 10-15           | Gick inte vidare                                    | Gick inte vidare     | Gick inte vidare     | Gick inte vidare     | Gick inte vidare |
| Keita Masuda Tadashi Ohtsuka     | Herrdubbel  | BYE                                   | Cai/Fu (CHN) L 7-15, 17-16, 9-15                    | Gick inte vidare     | Gick inte vidare     | Gick inte vidare     | Gick inte vidare |
| Kaori Mori                       | Damsingel   | Nieminen (FIN) W 11-5, 11-4           | Zhou (CHN) L 2-11, 4-11                             | Gick inte vidare     | Gick inte vidare     | Gick inte vidare     | Gick inte vidare |
| Miho Tanaka                      | Damsingel   | Ponsana (INA) L 7-11, 11-5, 8-11      | Gick inte vidare                                    | Gick inte vidare     | Gick inte vidare     | Gick inte vidare     | Gick inte vidare |
| Kanako Yonekura                  | Damsingel   | Martin (DEN) L 4-11, 7-11             | Gick inte vidare                                    | Gick inte vidare     | Gick inte vidare     | Gick inte vidare     | Gick inte vidare |
| Chikako Nakayama Keiko Yoshitomi | Damdubbel   | BYE                                   | Chankrachangwong/ Thungthongkam (THA) L 4-15, 11-15 | Gick inte vidare     | Gick inte vidare     | Gick inte vidare     | Gick inte vidare |
| Seiko Yamada Shizuka Yamamoto    | Damdubbel   | Chin/Wong (MAS) L 7-15, 9-15          | Gick inte vidare                                    | Gick inte vidare     | Gick inte vidare     | Gick inte vidare     | Gick inte vidare |
| Tadashi Ohtsuka Shizuka Yamamoto | Mixeddubbel | Blair/Munt (GBR) L 15-13, 7-15, 13-15 | Gick inte vidare                                    | Gick inte vidare     | Gick inte vidare     | Gick inte vidare     | Gick inte vidare |

## Baseboll
I gruppspelet mötte alla lag varandra och de fyra bästa lagen (Japan, Kuba, Kanada och Australien) gick vidare. 
| Nation        | Segrar | Förluster | Tiebreaker |
| ------------- | ------ | --------- | ---------- |
| Japan         | 6      | 1         | 1-0        |
| Kuba          | 6      | 1         | 0-1        |
| Kanada        | 5      | 2         |            |
| Australien    | 4      | 3         |            |
| Kina-Taipei   | 3      | 4         |            |
| Nederländerna | 2      | 5         |            |
| Grekland      | 1      | 6         | 1-0        |
| Italien       | 1      | 6         | 0-1        |

Slutspel
|  | Semifinaler | Semifinaler |   |  | Final      | Final |  |
|  |             |             |   |  |            |       |  |
|  | 24 augusti  |             |   |  |            |       |  |
|  | Australien  | 3           |   |  |            |       |  |
|  | Japan       | 0           |   |  |            |       |  |
|  |             |             |   |  |            |       |  |
|  |             |             |   |  | 25 augusti |       |  |
|  |             |             |   |  | Australien | 2     |  |
|  |             | Kuba        | 6 |  |            |       |  |
|  |             |             |   |  |            |       |  |
|  |             |             |   |  |            |       |  |
|  |             |             |   |  |            |       |  |
|  | 24 augusti  |             |   |  |            |       |  |
|  | USA         | 3           |   |  |            |       |  |
|  | Sydkorea    | 2           |   |  |            |       |  |

|       | Resultat |        |
| ----- | -------- | ------ |
| Japan | 11 - 2   | Kanada |

## Basket
Damer
| Lag        | Vinster | Förluster | Poäng | Första Tiebreaker Särskiljning av lika lag |
| ---------- | ------- | --------- | ----- | ------------------------------------------ |
| Australien | 5       | 0         | 10    |                                            |
| Ryssland   | 4       | 1         | 9     |                                            |
| Brasilien  | 3       | 2         | 8     |                                            |
| Grekland   | 2       | 3         | 7     |                                            |
| Japan      | 1       | 4         | 6     |                                            |
| Nigeria    | 0       | 5         | 5     | 0-1                                        |

| 14 augusti 16:45 |                                                       | Japan | 62–128                                           | Brasilien |  | Helliniko Indoor Arena, Aten Publik: 950 Domare: Giampaolo Cicoria (Italien) Abreu Joao (Mozambique) |
| 14 augusti 16:45 | Resultat efter kvart: 22–26, 3–36, 17–33, 20–33       |       |                                                  |           |  | Helliniko Indoor Arena, Aten Publik: 950 Domare: Giampaolo Cicoria (Italien) Abreu Joao (Mozambique) |
| 14 augusti 16:45 | Pts: Hamaguchi 23 Rebs: Yano 5 Asts: Kusuda, Nagata 2 |       | Pts: Oliveira 25 Rebs: Oliveira 13 Asts: Pinto 7 |           |  | Helliniko Indoor Arena, Aten Publik: 950 Domare: Giampaolo Cicoria (Italien) Abreu Joao (Mozambique) |

| 16 augusti 11:15 |                                                   | Nigeria | 73–79                                                       | Japan |  | Olympic Indoor Hall, Aten Publik: 400 Domare: Elizabeth Sisk (USA) Dallas Pickering (Nya Zeeland) |
| 16 augusti 11:15 | Resultat efter kvart: 22–22, 24–23, 16–20, 11–14  |         |                                                             |       |  | Olympic Indoor Hall, Aten Publik: 400 Domare: Elizabeth Sisk (USA) Dallas Pickering (Nya Zeeland) |
| 16 augusti 11:15 | Pts: Udoka 19 Rebs: Udoka 16 Asts: Four players 1 |         | Pts: Yano 21 Rebs: Kusuda, Yano 6 Asts: Kusuda, Hamaguchi 4 |       |  | Olympic Indoor Hall, Aten Publik: 400 Domare: Elizabeth Sisk (USA) Dallas Pickering (Nya Zeeland) |

| 18 augusti 11:15 |                                                      | Japan | 78–97                                              | Australien |  | Helliniko Indoor Arena, Aten Publik: 500 Domare: Alejandro Chiti (Argentina) Song Yanping (Kina) |
| 18 augusti 11:15 | Resultat efter kvart: 20–26, 15–30, 10–26, 33–15     |       |                                                    |            |  | Helliniko Indoor Arena, Aten Publik: 500 Domare: Alejandro Chiti (Argentina) Song Yanping (Kina) |
| 18 augusti 11:15 | Pts: Oga 21 Rebs: Yano 4 Asts: Kawabata, Tachikawa 2 |       | Pts: Jackson 31 Rebs: Jackson 9 Asts: Tranquilli 5 |            |  | Helliniko Indoor Arena, Aten Publik: 500 Domare: Alejandro Chiti (Argentina) Song Yanping (Kina) |

| 20 augusti 9:00 |                                                         | Ryssland | 94–71                                                       | Japan |  | Olympic Indoor Hall, Aten Publik: 185 Domare: Abdelillah Chlif (Marocko) Kim Ja Ok (Sydkorea) |
| 20 augusti 9:00 | Resultat efter kvart: 29–21, 21–15, 24–15, 20–20        |          |                                                             |       |  | Olympic Indoor Hall, Aten Publik: 185 Domare: Abdelillah Chlif (Marocko) Kim Ja Ok (Sydkorea) |
| 20 augusti 9:00 | Pts: Baranova 22 Rebs: Stepanova 12 Asts: Sjtjegoleva 3 |          | Pts: Hamaguchi 14 Rebs: Yabuuchi 4 Asts: Oyama, Tachikawa 2 |       |  | Olympic Indoor Hall, Aten Publik: 185 Domare: Abdelillah Chlif (Marocko) Kim Ja Ok (Sydkorea) |

| 22 augusti 16:45 |                                                  | Grekland | 93–91                                    | Japan |  | Helliniko Indoor Arena, Aten Domare: Chantal Julien (Frankrike) Michael Aylen (Australien) |
| 22 augusti 16:45 | Resultat efter kvart: 27–15, 20–26, 16–22, 30–28 |          |                                          |       |  | Helliniko Indoor Arena, Aten Domare: Chantal Julien (Frankrike) Michael Aylen (Australien) |
| 22 augusti 16:45 | Pts: Maltsi 33 Rebs: Maltsi 11 Asts: Kalentzou 3 |          | Pts: Yano 28 Rebs: Kusuda 5 Asts: Kusuda |       |  | Helliniko Indoor Arena, Aten Domare: Chantal Julien (Frankrike) Michael Aylen (Australien) |

## Bordtennis
| Idrottare                | Gren       | Omgång 1             | Omgång 2                      | Omgång 3                        | Omgång 4                       | Kvartsfinaler        | Semifinaler          | Final                |                  |
| Idrottare                | Gren       | Motståndare Resultat | Motståndare Resultat          | Motståndare Resultat            | Motståndare Resultat           | Motståndare Resultat | Motståndare Resultat | Motståndare Resultat |                  |
| ------------------------ | ---------- | -------------------- | ----------------------------- | ------------------------------- | ------------------------------ | -------------------- | -------------------- | -------------------- | ---------------- |
| Ai Fujinuma              | Damsingel  | BYE                  | Wu (DOM) W 4-0                | Liu (AUT) W 4-3                 | Zhang (SIN) L 2-4              | Gick inte vidare     | Gick inte vidare     | Gick inte vidare     | Gick inte vidare |
| Ai Fukuhara              | Damsingel  | BYE                  | Miao (AUS) W 4-3              | Jun (USA) W 4-0                 | Kim (KOR) L 1-4                | Gick inte vidare     | Gick inte vidare     | Gick inte vidare     | Gick inte vidare |
| Aya Umemura              | Damsingel  | BYE                  | BYE                           | Schopp (GER) W 4-2              | Li (SIN) L 2-4                 | Gick inte vidare     | Gick inte vidare     | Gick inte vidare     | Gick inte vidare |
| Ai Fujinuma Aya Umemura  | Damdubbel  | BYE                  | BYE                           | BYE                             | Lau/Lin (HKG) W 4-2            | Guo/Niu (CHN) L 2-4  | Gick inte vidare     | Gick inte vidare     | Gick inte vidare |
| Shu Arai                 | Herrsingel | Liu (ARG) L 1-4      | Gick inte vidare              | Gick inte vidare                | Gick inte vidare               | Gick inte vidare     | Gick inte vidare     | Gick inte vidare     | Gick inte vidare |
| Koji Matsushita          | Herrsingel | Brown (AUS) W 4-0    | Heister (NED) W 4-0           | Ryu (KOR) L 0-4                 | Gick inte vidare               | Gick inte vidare     | Gick inte vidare     | Gick inte vidare     | Gick inte vidare |
| Ryo Yuzawa               | Herrsingel | Lin (DOM) L 1-4      | Gick inte vidare              | Gick inte vidare                | Gick inte vidare               | Gick inte vidare     | Gick inte vidare     | Gick inte vidare     | Gick inte vidare |
| Shu Arai Ryo Yuzawa      | Herrdubbel | i.u.                 | Boudjadja/Djaziri (ALG) W 4-0 | Boll/Fejer-Konnerth (GER) L 0-4 | Gick inte vidare               | Gick inte vidare     | Gick inte vidare     | Gick inte vidare     | Gick inte vidare |
| Akira Kito Toshio Tasaki | Herrdubbel | i.u.                 | BYE                           | Gionis/Kreanga (GRE) W 4-3      | Grujić/Karakašević (SCG) L 1-4 | Gick inte vidare     | Gick inte vidare     | Gick inte vidare     | Gick inte vidare |

## Boxning
| Idrottare          | Gren          | Sextondelsfinaler    | Åttondelsfinaler     | Kvartsfinaler        | Semifinaler          | Final                | Final            |
| Idrottare          | Gren          | Motståndare Resultat | Motståndare Resultat | Motståndare Resultat | Motståndare Resultat | Motståndare Resultat | Placering        |
| ------------------ | ------------- | -------------------- | -------------------- | -------------------- | -------------------- | -------------------- | ---------------- |
| Toshiyuki Igarashi | Lätt flugvikt | Kebede (ETH) L 21-26 | Gick inte vidare     | Gick inte vidare     | Gick inte vidare     | Gick inte vidare     | Gick inte vidare |

## Brottning
Herrarnas fristil
| Idrottare         | Gren  | Första omgången                                                     | Avancemang | Kvartsfinaler          | Semifinaler               | Final                                      |                  |
| Idrottare         | Gren  | Motståndare Resultat                                                | Avancemang | Motståndare Resultat   | Motståndare Resultat      | Motståndare Resultat                       |                  |
| ----------------- | ----- | ------------------------------------------------------------------- | ---------- | ---------------------- | ------------------------- | ------------------------------------------ | ---------------- |
| Chikara Tanabe    | 55 kg | Pool 4 Abdullayev (AZE) W 5-2 Dutt (IND) W 4-3                      | 1 Q        | Kim (KOR) W 10-0       | Abas (USA) L 0-3          | Bronsmatch Kardanov (GRE) W 7-0            | 3                |
| Kenji Inoue       | 60 kg | Pool 6 Zakhartdinov (UZB) L 2-3 Jung (KOR) W 7-2 Cikel (AUT) W 13-0 | 1 Q        | BYE                    | Mostafa-Jokar (IRI) L 4-5 | Bronsmatch Fedoryshyn (UKR) W 6-5          | 3                |
| Kazuhiko Ikematsu | 66 kg | Pool 1 Jessey (NGR) W TO Baek (KOR) W 4-3                           | 1 Q        | Spiridonov (KAZ) L 2-3 | Gick inte vidare          | Match om femte plats Taskoudis (GRE) W 6-4 | 5                |
| Kunihiko Obata    | 74 kg | Pool 1 Maan (IND) W 8-0 Fundora (CUB) L 0-8                         | 2          | Gick inte vidare       | Gick inte vidare          | Gick inte vidare                           | Gick inte vidare |
| Hidekazu Yokoyama | 84 kg | Pool 1 Khodaei (IRI) L 1-8 Kumar (IND) W 11-5                       | 2          | Gick inte vidare       | Gick inte vidare          | Gick inte vidare                           | Gick inte vidare |

Damernas fristil
| Idrottare       | Gren  | Första omgången                                        | Avancemang | Semifinaler            | Final                               |   |
| Idrottare       | Gren  | Motståndare Resultat                                   | Avancemang | Motståndare Resultat   | Motståndare Resultat                |   |
| --------------- | ----- | ------------------------------------------------------ | ---------- | ---------------------- | ----------------------------------- | - |
| Chiharu Ichō    | 48 kg | Pool 1 Belisle (CAN) W 12-0 Wagner (GER) W TO          | 1 Q        | Berthenet (FRA) W 12-1 | Final Merleni (UKR) L 2-2           | 2 |
| Saori Yoshida   | 55 kg | Pool 3 Sun (CHN) W 11-0 Giampiccolo (ITA) W 10-0       | 1 Q        | Gomis (FRA) W 7-6      | Final Verbeek (CAN) W 6-0           | 1 |
| Kaori Icho      | 63 kg | Pool 4 Golovchenko (UKR) W 10-0 Kartashova (RUS) W 6-2 | 1 Q        | Legrand (FRA) W 4-0    | Gold Medal Final McMann (USA) W 3-2 | 1 |
| Kyoko Hamaguchi | 72 kg | Pool 4 Montgomery (USA) W 8-4 Zlateva (BUL) W 10-0     | 1 Q        | Wang (CHN) L 4-6       | Bronsmatch Saenko (UKR) W 4-0       | 3 |

Grekisk-romersk
| Idrottare        | Gren  | Första omgången                                                     | Avancemang | Kvartsfinaler        | Semifinaler          | Final                                         |                  |
| Idrottare        | Gren  | Motståndare Resultat                                                | Avancemang | Motståndare Resultat | Motståndare Resultat | Motståndare Resultat                          |                  |
| ---------------- | ----- | ------------------------------------------------------------------- | ---------- | -------------------- | -------------------- | --------------------------------------------- | ---------------- |
| Masatoshi Toyota | 55 kg | Pool 1 Majoros (HUN) L 3-5 Ramírez (DOM) W 11-0                     | 2          | Gick inte vidare     | Gick inte vidare     | Gick inte vidare                              | Gick inte vidare |
| Makoto Sasamoto  | 60 kg | Pool 4 Guzman (PER) W 11-0 Štefanek (SCG) W 9-1                     | 1 Q        | Nazaryan (BUL) L 3-5 | Gick inte vidare     | Match om femte plats Koizhaiganov (KAZ) W 4-0 | 5                |
| Katsuhiko Nagata | 74 kg | Pool 2 Kobonov (KGZ) L 2-3 Yli-Hannuksela (FIN) L 0-3               | 3          | Gick inte vidare     | Gick inte vidare     | Gick inte vidare                              | Gick inte vidare |
| Shingo Matsumoto | 84 kg | Pool 6 Abrahamian (SWE) L 0-5 Kenjeev (KGZ) W 7-1 Bátky (SVK) W 3-1 | 2          | Gick inte vidare     | Gick inte vidare     | Gick inte vidare                              | Gick inte vidare |

## Bågskytte
Herrar
| Idrottare                                      | Gren         | Rankningsomgång | Rankningsomgång | 32-delsfinaler          | Sextondelsfinaler         | Åttondelsfinaler        | Kvartsfinaler        | Semifinaler                    | Final                          | Final            |
| Idrottare                                      | Gren         | Poäng           | Seed            | Motståndare Resultat    | Motståndare Resultat      | Motståndare Resultat    | Motståndare Resultat | Motståndare Resultat           | Motståndare Resultat           | Placering        |
| ---------------------------------------------- | ------------ | --------------- | --------------- | ----------------------- | ------------------------- | ----------------------- | -------------------- | ------------------------------ | ------------------------------ | ---------------- |
| Takaharu Furukawa                              | Individuellt | 646             | 37              | Yong (CHN) W 146-143    | Jang (KOR) L 163-166      | Gick inte vidare        | Gick inte vidare     | Gick inte vidare               | Gick inte vidare               | Gick inte vidare |
| Yuji Hamano                                    | Individuellt | 660             | 17              | Prasad (IND) L 150-155  | Gick inte vidare          | Gick inte vidare        | Gick inte vidare     | Gick inte vidare               | Gick inte vidare               | Gick inte vidare |
| Hiroshi Yamamoto                               | Individuellt | 664             | 9               | Fisseux (FRA) W 155-147 | Frangilli (ITA) W 162-154 | Serdyuk (UKR) W 168-160 | Im (KOR) W 111-110   | Cuddihy (AUS) W 115-115 (10-9) | Final Galiazzo (ITA) L 109-111 | 2                |
| Takaharu Furukawa Yuji Hamano Hiroshi Yamamoto | Lagtävling   | 1970            | 5               | i.u.                    | i.u.                      | Frankrike W 254-241     | Ukraina L 236-242    | Gick inte vidare               | Gick inte vidare               | Gick inte vidare |

Damer
| Idrottare                                         | Gren         | Rankningsomgång | Rankningsomgång | 32-delsfinaler                | Sextondelsfinaler          | Åttondelsfinaler           | Kvartsfinaler        | Semifinaler          | Final                | Final            |
| Idrottare                                         | Gren         | Poäng           | Seed            | Motståndare Resultat          | Motståndare Resultat       | Motståndare Resultat       | Motståndare Resultat | Motståndare Resultat | Motståndare Resultat | Placering        |
| ------------------------------------------------- | ------------ | --------------- | --------------- | ----------------------------- | -------------------------- | -------------------------- | -------------------- | -------------------- | -------------------- | ---------------- |
| Yukari Kawasaki                                   | Individuellt | 622             | 37              | Marcinkiewicz (POL) L 106-119 | Gick inte vidare           | Gick inte vidare           | Gick inte vidare     | Gick inte vidare     | Gick inte vidare     | Gick inte vidare |
| Sayoko Kawauchi                                   | Individuellt | 601             | 53              | Burdeyna (UKR) W 137-129      | Williamson (GBR) L 150-154 | Gick inte vidare           | Gick inte vidare     | Gick inte vidare     | Gick inte vidare     | Gick inte vidare |
| Sayami Matsushita                                 | Individuellt | 624             | 35              | Fouace (FRA) W 165-157        | Yun (KOR) L 149-173        | Gick inte vidare           | Gick inte vidare     | Gick inte vidare     | Gick inte vidare     | Gick inte vidare |
| Yukari Kawasaki Sayoko Kawauchi Sayami Matsushita | Lagtävling   | 1847            | 14              | i.u.                          | i.u.                       | Kinesiska Taipei L 226-240 | Gick inte vidare     | Gick inte vidare     | Gick inte vidare     | Gick inte vidare |

## Cykling

### Mountainbike
| Yukari Nakagome | Damernas terränglopp  |
| Kenji Takeya    | Herrarnas terränglopp |

### Landsväg
Herrar
| Idrottare        | Gren                | Tid     | Placering |
| ---------------- | ------------------- | ------- | --------- |
| Shinri Suzuki    | Herrarnas linjelopp | DNF     | x         |
| Yasutaka Tashiro | Herrarnas linjelopp | 5:50:35 | 56        |

Damer
| Idrottare     | Gren               | Tid     | Placering |
| ------------- | ------------------ | ------- | --------- |
| Miyoko Karami | Damernas linjelopp | 3:30:30 | 41        |
| Shinri Suzuki | Damernas linjelopp | 3:25:42 | 20        |

### Bana
Keirin
| Idrottare        | Gren             | 1:a omgången        | Återkval         | 2:a omgången     | Final            |                  |
| Idrottare        | Gren             | Placering           | Placering        | Placering        | Placering        |                  |
| ---------------- | ---------------- | ------------------- | ---------------- | ---------------- | ---------------- | ---------------- |
| Toshiaki Fushimi | Herrarnas keirin | Heat 1 6 Återkval 5 | Gick inte vidare | Gick inte vidare | Gick inte vidare | Gick inte vidare |

Tempolopp
| Cyklist      | Gren               | Kval     | Kval      | Matchomgång | Matchomgång | Final    | Final     |
| Cyklist      | Gren               | Resultat | Placering | Resultat    | Placering   | Resultat | Placering |
| ------------ | ------------------ | -------- | --------- | ----------- | ----------- | -------- | --------- |
| Sayuri Osuga | Damernas tempolopp | i.u.     | i.u.      | i.u.        | i.u.        | 35.045   | 10        |

Sprint
| Tomohiro Nagatsuka | Herrarnas sprint | 10.646 67.631 km/h 14 Q | Drog sig ur | Drog sig ur | Drog sig ur | Drog sig ur | Drog sig ur | Drog sig ur | Drog sig ur | Drog sig ur | Drog sig ur |

Poänglopp
| Toshiaki Fushimi Masaki Inoue Tomohiro Nagatsuka | Herrarnas lagsprint | 44.355 | 3 Q  | 44.081 | 2 Q  | Gold Medal Final 44.246 | 2  |
| Makoto Iijima                                    | Herrarnas poänglopp | i.u.   | i.u. | i.u.   | i.u. | 0 Extravarv 13 poäbf    | 16 |

## Fotboll
Herrar
| Nr          | Namn                | Födelsedatum | Ålder     | Matcher   | Mål       |           |           |           |
| Målvakter   | Målvakter           | Målvakter    | Målvakter | Målvakter | Målvakter | Målvakter | Målvakter | Målvakter |
| ----------- | ------------------- | ------------ | --------- | --------- | --------- | --------- | --------- | --------- |
| 1           | Hitoshi Sogahata    | 02.08.1979   | 25        | 3         | 0         | 1         | 0         | 0         |
| 18          | Takaya Kurokawa     | 07.04.1981   | 23        | 0         | 0         | 0         | 0         | 0         |
| Försvarare  |                     |              |           |           |           |           |           |           |
| 2           | Marcus Tulio Tanaka | 24.04.1981   | 24        | 3         | 0         | 0         | 0         | 0         |
| 3           | Teruyuki Moniwa     | 08.09.1981   | 22        | 3         | 0         | 0         | 0         | 0         |
| 4           | Daisuke Nasu        | 10.10.1981   | 22        | 2         | 0         | 0         | 0         | 0         |
| 15          | Yuhei Tokunaga      | 25.09.1983   | 20        | 2         | 0         | 1         | 0         | 0         |
| 12          | Naoya Kikuchi       | 24.11.1984   | 19        | 1         | 0         | 0         | 0         | 0         |
| Mittfältare |                     |              |           |           |           |           |           |           |
| 8           | Shinji Ono          | 27.09.1979   | 24        | 3         | 2         | 1         | 0         | 0         |
| 7           | Koji Morisaki       | 09.05.1981   | 23        | 3         | 0         | 0         | 0         | 0         |
| 10          | Daisuke Matsui      | 11.05.1981   | 23        | 3         | 0         | 0         | 0         | 0         |
| 14          | Naohiro Ishikawa    | 12.05.1981   | 23        | 1         | 0         | 0         | 0         | 0         |
| 13          | Yuichi Komano       | 25.06.1981   | 23        | 0         | 0         | 0         | 0         | 0         |
| 5           | Yuki Abe            | 06.09.1981   | 22        | 2         | 1         | 0         | 0         | 0         |
| 6           | Yasuyuki Konno      | 25.01.1983   | 21        | 3         | 0         | 1         | 0         | 0         |
| Anfallare   |                     |              |           |           |           |           |           |           |
| 9           | Daiki Takamatsu     | 08.09.1981   | 23        | 3         | 1         | 1         | 0         | 0         |
| 16          | Yoshito Okubo       | 09.06.1982   | 22        | 3         | 2         | 1         | 0         | 0         |
| 11          | Tatsuya Tanaka      | 27.11.1982   | 21        | 3         | 0         | 1         | 0         | 0         |
| 17          | Sota Hirayama       | 06.06.1985   | 19        | 1         | 0         | 0         | 0         | 0         |
| Coach       |                     |              |           |           |           |           |           |           |
|             | Masakuni Yamamoto   | 04.04.1958   | 46        |           |           |           |           |           |

Gruppspel
| Lag      | Pld | W | D | L | GF | GA | GD | Pts |
| -------- | --- | - | - | - | -- | -- | -- | --- |
| Paraguay | 3   | 2 | 0 | 1 | 6  | 5  | +1 | 6   |
| Italien  | 3   | 1 | 1 | 1 | 5  | 5  | 0  | 4   |
| Ghana    | 3   | 1 | 1 | 1 | 4  | 4  | 0  | 4   |
| Japan    | 3   | 1 | 0 | 2 | 6  | 7  | −1 | 3   |

|       | 12 augusti 2004 | Paraguay | 4 – 3 | Japan | Kaftanzoglio Stadium, Thessaloniki                 |                                                    |
| 20:30 | 20:30           |          |       |       | Publik: 5 381 Domare: Essam Abd El Fatah (Egypten) | Publik: 5 381 Domare: Essam Abd El Fatah (Egypten) |
| 20:30 | 20:30           |          |       |       | Publik: 5 381 Domare: Essam Abd El Fatah (Egypten) | Publik: 5 381 Domare: Essam Abd El Fatah (Egypten) |
| 20:30 | 20:30           |          |       |       | Publik: 5 381 Domare: Essam Abd El Fatah (Egypten) | Publik: 5 381 Domare: Essam Abd El Fatah (Egypten) |

|       | 15 augusti 2004 | Japan | 2 – 3   | Italien | Panthessaliko Stadium, Volos                    |                                                 |
| 20:30 | 20:30           |       | Rapport |         | Publik: 9 487 Domare: Jorge Larrionda (Uruguay) | Publik: 9 487 Domare: Jorge Larrionda (Uruguay) |
| 20:30 | 20:30           |       |         |         | Publik: 9 487 Domare: Jorge Larrionda (Uruguay) | Publik: 9 487 Domare: Jorge Larrionda (Uruguay) |
| 20:30 | 20:30           |       |         |         | Publik: 9 487 Domare: Jorge Larrionda (Uruguay) | Publik: 9 487 Domare: Jorge Larrionda (Uruguay) |

|       | 18 augusti 2004 | Japan | 1 – 0   | Ghana | Panthessaliko Stadium, Volos                    |                                                 |
| 20:30 | 20:30           |       | Rapport |       | Publik: 6 813 Domare: Kyros Vassaras (Grekland) | Publik: 6 813 Domare: Kyros Vassaras (Grekland) |
| 20:30 | 20:30           |       |         |       | Publik: 6 813 Domare: Kyros Vassaras (Grekland) | Publik: 6 813 Domare: Kyros Vassaras (Grekland) |
| 20:30 | 20:30           |       |         |       | Publik: 6 813 Domare: Kyros Vassaras (Grekland) | Publik: 6 813 Domare: Kyros Vassaras (Grekland) |

Damer
| Nr          | Namn             | Klubb 2004                      | Födelsedatum      | Ålder     | Spelade   | Mål       | Y         | Y/R       | R         |
| Målvakter   | Målvakter        | Målvakter                       | Målvakter         | Målvakter | Målvakter | Målvakter | Målvakter | Målvakter | Målvakter |
| ----------- | ---------------- | ------------------------------- | ----------------- | --------- | --------- | --------- | --------- | --------- | --------- |
| 1           | Nozomi Yamago    | Saitama Reinas                  | 16 januari 1975   | 29        | 3         | 0         | 0         | 0         | 0         |
| 18          | Shiho Onodera    | NTV Beleza                      | 18 november 1973  | 23        | 0         | 0         | 0         | 0         | 0         |
| Försvarare  |                  |                                 |                   |           |           |           |           |           |           |
| 4           | Yumi Obe         | YKK AP Tohoku Flappers          | 15 februari 1975  | 29        | 0         | 0         | 0         | 0         | 0         |
| 3           | Hiromi Isozaki   | Tasaki Perule F.C.              | 22 december 1975  | 28        | 3         | 0         | 0         | 0         | 0         |
| 5           | Naoko Kawakami   | Tasaki Perule F.C.              | 16 november 1977  | 26        | 3         | 0         | 0         | 0         | 0         |
| 12          | Yasuyo Yamagishi | Iga F.C. Kunoichi               | 28 november 1979  | 24        | 3         | 0         | 0         | 0         | 0         |
| 13          | Aya Shimokozuru  | Speranza F.C. Takatsuki         | 7 juni 1982       | 22        | 3         | 0         | 0         | 0         | 0         |
| 2           | Kyoko Yano       | Kanagawa University             | 3 juni 1984       | 20        | 1         | 0         | 0         | 0         | 0         |
| Mittfältare |                  |                                 |                   |           |           |           |           |           |           |
| 6           | Tomoe Sakai      | NTV Beleza                      | 27 maj 1978       | 26        | 3         | 0         | 0         | 0         | 0         |
| 8           | Tomomi Miyamoto  | Iga F.C. Kunoichi               | 31 december 1978  | 25        | 3         | 0         | 0         | 0         | 0         |
| 15          | Miyuki Yanagita  | Tasaki Perule F.C.              | 11 april 1981     | 23        | 3         | 0         | 0         | 0         | 0         |
| 16          | Yayoi kobayashi  | NTV Beleza                      | 18 september 1981 | 22        | 3         | 0         | 0         | 0         | 0         |
| 7           | Emi Yamamoto     | Tasaki Perule F.C.              | 9 mars 1982       | 22        | 2         | 1         | 0         | 0         | 0         |
| 17          | Kozue Ando       | Saitama Reinas                  | 9 juli 1982       | 21        | 1         | 0         | 0         | 0         | 0         |
| Anfallare   |                  |                                 |                   |           |           |           |           |           |           |
| 10          | Homare Sawa      | NTV Beleza                      | 6 september 1978  | 25        | 3         | 0         | 0         | 0         | 0         |
| 11          | Mio Otani        | Tasaki Perule F.C.              | 5 maj 1979        | 25        | 3         | 0         | 0         | 0         | 0         |
| 9           | Eriko Arakawa    | NTV Beleza                      | 30 oktober 1979   | 24        | 3         | 1         | 0         | 0         | 0         |
| 14          | Karina Maruyama  | Nippon Sport Science University | 26 mars 1983      | 21        | 3         | 0         | 0         | 0         | 0         |
| Coach       |                  |                                 |                   |           |           |           |           |           |           |
|             | Eiji Ueda        |                                 | 22 december 1953  | 50        |           |           |           |           |           |

Gruppspel
| Lag     | Pld | W | D | L | GF | GA | GD | Pts |
| ------- | --- | - | - | - | -- | -- | -- | --- |
| Sverige | 2   | 1 | 0 | 1 | 2  | 2  | 0  | 3   |
| Nigeria | 2   | 1 | 0 | 1 | 2  | 2  | 0  | 3   |
| Japan   | 2   | 1 | 0 | 1 | 1  | 1  | 0  | 3   |

|  | 11 augusti 2004 18:00 | Sverige | 0 – 1   | Japan       | Panthessaliko Stadium, Volos          |                                       |
|  |                       |         | Rapport | Arakawa 24′ | Publik: 10,104 Domare: Gaye (Sengeal) | Publik: 10,104 Domare: Gaye (Sengeal) |
|  |                       |         |         |             | Publik: 10,104 Domare: Gaye (Sengeal) | Publik: 10,104 Domare: Gaye (Sengeal) |
|  |                       |         |         |             | Publik: 10,104 Domare: Gaye (Sengeal) | Publik: 10,104 Domare: Gaye (Sengeal) |

|  | 14 augusti 2004 18:00 | Japan | 0 – 1   | Nigeria   | Karaiskaki Stadium, Pireaus                    |                                                |
|  |                       |       | Rapport | Okolo 55′ | Publik: 14,126 Domare: Ferreira-James (Guyana) | Publik: 14,126 Domare: Ferreira-James (Guyana) |
|  |                       |       |         |           | Publik: 14,126 Domare: Ferreira-James (Guyana) | Publik: 14,126 Domare: Ferreira-James (Guyana) |
|  |                       |       |         |           | Publik: 14,126 Domare: Ferreira-James (Guyana) | Publik: 14,126 Domare: Ferreira-James (Guyana) |

Slutspel
|  | Kvartsfinaler             | Kvartsfinaler       |                       |         | Semifinaler | Semifinaler |  |  | Final             | Final |
|  |                           |                     |                       |         |             |             |  |  |                   |       |
|  | 20 augusti - Patras       |                     |                       |         |             |             |  |  |                   |       |
|  |                           |                     |                       |         |             |             |  |  |                   |       |
|  | Tyskland                  | 2                   |                       |         |             |             |  |  |                   |       |
|  | Tyskland                  | 2                   | 23 augusti - Heraklio |         |             |             |  |  |                   |       |
|  | Nigeria                   | 1                   |                       |         |             |             |  |  |                   |       |
|  | Nigeria                   | 1                   | Tyskland              | 1       |             |             |  |  |                   |       |
|  | 20 augusti - Thessaloniki |                     | Tyskland              | 1       |             |             |  |  |                   |       |
|  |                           | USA                 | 2                     |         |             |             |  |  |                   |       |
|  | USA                       | USA                 | 2                     | 2       |             |             |  |  |                   |       |
|  | USA                       |                     | 26 augusti - Aten     | 2       |             |             |  |  |                   |       |
|  | Japan                     | 1                   |                       |         |             |             |  |  |                   |       |
|  | Japan                     | 1                   | USA                   | 2       |             |             |  |  |                   |       |
|  | 20 augusti - Heraklio     |                     | USA                   | 2       |             |             |  |  |                   |       |
|  |                           | Brasilien           | 1                     |         |             |             |  |  |                   |       |
|  | Mexiko                    | Brasilien           | 1                     | 0       |             |             |  |  |                   |       |
|  | Mexiko                    | 23 augusti - Patras |                       | 0       |             |             |  |  |                   |       |
|  | Brasilien                 | 5                   |                       |         |             |             |  |  |                   |       |
|  | Brasilien                 | 5                   | Sverige               | 0       | Bronsmatch  | Bronsmatch  |  |  |                   |       |
|  | 20 augusti - Volos        |                     | Sverige               | 0       | Bronsmatch  | Bronsmatch  |  |  |                   |       |
|  |                           | Brasilien           | 1                     |         |             |             |  |  |                   |       |
|  | Sverige                   | Brasilien           | 1                     | 2       | Tyskland    | 1           |  |  |                   |       |
|  | Sverige                   |                     |                       | 2       | Tyskland    | 1           |  |  |                   |       |
|  | Australien                | 1                   |                       | Sverige | 0           |             |  |  |                   |       |
|  | Australien                | 1                   |                       |         | 0           |             |  |  |                   |       |
|  |                           |                     |                       |         |             |             |  |  | 26 augusti - Aten |       |
|  |                           |                     |                       |         |             |             |  |  |                   |       |

## Friidrott
Herrar
Bana, maraton och gång
| Idrottare                                                         | Gren               | Heat     | Heat      | Kvartsfinal      | Kvartsfinal      | Semifinal        | Semifinal        | Final            | Final            |
| Idrottare                                                         | Gren               | Resultat | Placering | Resultat         | Placering        | Resultat         | Placering        | Resultat         | Placering        |
| ----------------------------------------------------------------- | ------------------ | -------- | --------- | ---------------- | ---------------- | ---------------- | ---------------- | ---------------- | ---------------- |
| Nobuharu Asahara                                                  | 100 meter          | 10.33    | 1 Q       | 10.24            | 4                | Gick inte vidare | Gick inte vidare | Gick inte vidare | Gick inte vidare |
| Shingo Suetsugu                                                   | 100 meter          | 10.27    | 3 Q       | 10.19            | 5                | Gick inte vidare | Gick inte vidare | Gick inte vidare | Gick inte vidare |
| Hiroyasu Tsuchie                                                  | 100 meter          | 10.37    | 5         | Gick inte vidare | Gick inte vidare | Gick inte vidare | Gick inte vidare | Gick inte vidare | Gick inte vidare |
| Ryo Matsuda                                                       | 200 meter          | 24.59    | 8         | Gick inte vidare | Gick inte vidare | Gick inte vidare | Gick inte vidare | Gick inte vidare | Gick inte vidare |
| Shinji Takahira                                                   | 200 meter          | 21.05    | 6         | Gick inte vidare | Gick inte vidare | Gick inte vidare | Gick inte vidare | Gick inte vidare | Gick inte vidare |
| Jun Osakada                                                       | 400 meter          | 46.39    | 5         | i.u.             | i.u.             | Gick inte vidare | Gick inte vidare | Gick inte vidare | Gick inte vidare |
| Mitsuhiro Sato                                                    | 400 meter          | 46.70    | 6         | i.u.             | i.u.             | Gick inte vidare | Gick inte vidare | Gick inte vidare | Gick inte vidare |
| Yuki Yamaguchi                                                    | 400 meter          | 46.16    | 5         | i.u.             | i.u.             | Gick inte vidare | Gick inte vidare | Gick inte vidare | Gick inte vidare |
| Ryuji Ono                                                         | 10 000 meter       | i.u.     | i.u.      | i.u.             | i.u.             | i.u.             | i.u.             | 29:06.50         | 19               |
| Masato Naito                                                      | 110 meter häck     | 13.56    | 5 q       | 13.54            | 6                | Gick inte vidare | Gick inte vidare | Gick inte vidare | Gick inte vidare |
| Satoru Tanigawa                                                   | 110 meter häck     | 13.39 NR | 3 Q       | 13.70            | 7                | Gick inte vidare | Gick inte vidare | Gick inte vidare | Gick inte vidare |
| Dai Tamesue                                                       | 400 meter häck     | 48.80    | 3 Q       | i.u.             | i.u.             | 48.46            | 3                | Gick inte vidare | Gick inte vidare |
| Ken Yoshizawa                                                     | 400 meter häck     | 50.95    | 6         | i.u.             | i.u.             | Gick inte vidare | Gick inte vidare | Gick inte vidare | Gick inte vidare |
| Ryuji Ono                                                         | 3 000 meter hinder | 8:29.07  | 6         | i.u.             | i.u.             | i.u.             | i.u.             | Gick inte vidare | Gick inte vidare |
| Shigeru Aburaya                                                   | Maraton            | i.u.     | i.u.      | i.u.             | i.u.             | i.u.             | i.u.             | 2:13:11          | 5                |
| Tomoaki Kunichika                                                 | Maraton            | i.u.     | i.u.      | i.u.             | i.u.             | i.u.             | i.u.             | 2:21:13          | 42               |
| Toshinari Suwa                                                    | Maraton            | i.u.     | i.u.      | i.u.             | i.u.             | i.u.             | i.u.             | 2:13:24          | 6                |
| Takayuki Tanii                                                    | 20 kilometer gång  | i.u.     | i.u.      | i.u.             | i.u.             | i.u.             | i.u.             | 1:23:38          | 15               |
| Yuki Yamazaki                                                     | 20 kilometer gång  | i.u.     | i.u.      | i.u.             | i.u.             | i.u.             | i.u.             | DNF              | x                |
| Takayuki Tanii                                                    | 50 kilometer gång  | i.u.     | i.u.      | i.u.             | i.u.             | i.u.             | i.u.             | DSQ              | x                |
| Yuki Yamazaki                                                     | 50 kilometer gång  | i.u.     | i.u.      | i.u.             | i.u.             | i.u.             | i.u.             | 3:57:00          | 16               |
| Hiroyasu Tsuchie Shingo Suetsugu Shinji Takahira Nobuharu Asahara | 4 x 100 meter      | 38.53    | 5 q       | i.u.             | i.u.             | i.u.             | i.u.             | 38.49            | 4                |
| Yuki Yamaguchi Jun Osakada Tomohiro Ito Mitsuhiro Sato            | 4 x 400 meter      | 3:02.71  | 2 Q       | i.u.             | i.u.             | i.u.             | i.u.             | 3:00.99          | 4                |

Fältgrenar och tiokamp
| Idrottare            | Gren          | Kval     | Kval      | Final            | Final            |
| Idrottare            | Gren          | Resultat | Placering | Resultat         | Placering        |
| -------------------- | ------------- | -------- | --------- | ---------------- | ---------------- |
| Daichi Sawano        | Stavhopp      | 5.70     | 15 Q      | 5.55             | =13              |
| Shinichi Terano      | Längdhopp     | 7.70     | 29        | Gick inte vidare | Gick inte vidare |
| Takanori Sugibayashi | Tresteg       | 15.95    | 38        | Gick inte vidare | Gick inte vidare |
| Koji Murofushi       | Släggkastning | 79.55    | 3 Q       | 82.91            | 1                |
| Yukifumi Murakami    | Spjutkastning | 78.59    | 18        | Gick inte vidare | Gick inte vidare |

Damer
Bana, maraton och gång
| Idrottare       | Gren              | Heat     | Heat      | Kvartsfinal | Kvartsfinal | Semifinal        | Semifinal        | Final            | Final            |
| Idrottare       | Gren              | Resultat | Placering | Resultat    | Placering   | Resultat         | Placering        | Resultat         | Placering        |
| --------------- | ----------------- | -------- | --------- | ----------- | ----------- | ---------------- | ---------------- | ---------------- | ---------------- |
| Miho Sugimori   | 800 meter         | 2:02.82  | 6         | i.u.        | i.u.        | Gick inte vidare | Gick inte vidare | Gick inte vidare | Gick inte vidare |
| Kayoko Fukushi  | 10 000 meter      | i.u.     | i.u.      | i.u.        | i.u.        | i.u.             | i.u.             | 33:48.66         | 26               |
| Harumi Hiroyama | 10 000 meter      | i.u.     | i.u.      | i.u.        | i.u.        | i.u.             | i.u.             | 32:15.12         | 18               |
| Megumi Oshima   | 10 000 meter      | i.u.     | i.u.      | i.u.        | i.u.        | i.u.             | i.u.             | 31:42.18         | 13               |
| Mizuki Noguchi  | Maraton           | i.u.     | i.u.      | i.u.        | i.u.        | i.u.             | i.u.             | 2:26:20          | 1                |
| Naoko Sakamoto  | Maraton           | i.u.     | i.u.      | i.u.        | i.u.        | i.u.             | i.u.             | 2:31:43          | 7                |
| Reiko Tosa      | Maraton           | i.u.     | i.u.      | i.u.        | i.u.        | i.u.             | i.u.             | 2:28:44          | 5                |
| Mayumi Kawasaki | 20 kilometer gång | i.u.     | i.u.      | i.u.        | i.u.        | i.u.             | i.u.             | 1:37:56          | 40               |

Fältgrenar och sjukamp
| Idrottare      | Gren          | Kval     | Kval      | Final            | Final            |
| Idrottare      | Gren          | Resultat | Placering | Resultat         | Placering        |
| -------------- | ------------- | -------- | --------- | ---------------- | ---------------- |
| Takayo Kondo   | Stavhopp      | 4.15     | 32        | Gick inte vidare | Gick inte vidare |
| Maho Hanaoka   | Längdhopp     | 6.31     | 34        | Gick inte vidare | Gick inte vidare |
| Chinatsu Mori  | Kulstötning   | 15.86    | 31        | Gick inte vidare | Gick inte vidare |
| Yuka Murofushi | Släggkastning | 65.33    | 27        | Gick inte vidare | Gick inte vidare |

Kombinerade grenar – Sjukamp
| Idrottare   | Gren     | 100H  | HJ   | SP    | 200 m | LJ | JT    | 800 m   | Final | Placering |
| ----------- | -------- | ----- | ---- | ----- | ----- | -- | ----- | ------- | ----- | --------- |
| Yuki Nakata | Resultat | 13.94 | 1.76 | 11.54 | 25.76 | NM | 39.75 | 2:18.46 | 4871  | 28        |
| Yuki Nakata | Poäng    | 987   | 928  | 631   | 818   | 0  | 662   | 845     | 4871  | 28        |

## Fäktning
Herrar
| Yuki Ota       | Florett | BYE                     | Chumacero (MEX) W 15-9  | Ganeyev (RUS) L 8-15 | Gick inte vidare | Gick inte vidare | Gick inte vidare | Gick inte vidare |
| Masashi Nagara | Sabel   | Basmatzian (GRE) W 15-8 | Pozdnyakov (RUS) L 9-15 | Gick inte vidare     | Gick inte vidare | Gick inte vidare | Gick inte vidare | Gick inte vidare |

Damer
| Megumi Harada   | Individual Épée | Wilson (RSA) W 15-6 | Cascioli (ITA) L 14-15 | Did not advance       | Did not advance  | Did not advance  | Did not advance  | Did not advance  |
| Chieko Sugawara | Florett         | i.u.                | Carbone (ARG) W 15-6   | Trillini (ITA) L 2-15 | Gick inte vidare | Gick inte vidare | Gick inte vidare | Gick inte vidare |
| Madoka Hisagae  | Sabel           | i.u.                | Nagy (HUN) W 15-14     | Zagunis (USA) L 13-15 | Gick inte vidare | Gick inte vidare | Gick inte vidare | Gick inte vidare |

## Gymnastik

### Artistisk
Herrar
Mångkamp, lag
| Idrottare        | Kval    | Kval    | Kval    | Kval    | Kval    | Kval    | Kval    | Kval      | Final            | Final            | Final            | Final            | Final            | Final            | Final            | Final            |
| Idrottare        | Redskap | Redskap | Redskap | Redskap | Redskap | Redskap | Totalt  | Placering | Redskap          | Redskap          | Redskap          | Redskap          | Redskap          | Redskap          | Totalt           | Placering        |
| Idrottare        | F       | PH      | R       | V       | PB      | HB      | Totalt  | Placering | F                | PH               | R                | V                | PB               | HB               | Totalt           | Placering        |
| ---------------- | ------- | ------- | ------- | ------- | ------- | ------- | ------- | --------- | ---------------- | ---------------- | ---------------- | ---------------- | ---------------- | ---------------- | ---------------- | ---------------- |
| Takehiro Kashima | 9.150   | 9.812 Q | i.u.    | 9.625   | 9.475   | 9.737   | i.u.    | i.u.      | Gick inte vidare | Gick inte vidare | Gick inte vidare | Gick inte vidare | Gick inte vidare | Gick inte vidare | Gick inte vidare | Gick inte vidare |
| Hisashi Mizutori | i.u.    | 9.450   | 9.650   | 9.500   | i.u.    | 9.737   | i.u.    | i.u.      | Gick inte vidare | Gick inte vidare | Gick inte vidare | Gick inte vidare | Gick inte vidare | Gick inte vidare | Gick inte vidare | Gick inte vidare |
| Daisuke Nakano   | 9.725 Q | i.u.    | 9.012   | i.u.    | 9.800 Q | 9.775 Q | i.u.    | i.u.      | Gick inte vidare | Gick inte vidare | Gick inte vidare | Gick inte vidare | Gick inte vidare | Gick inte vidare | Gick inte vidare | Gick inte vidare |
| Hiroyuki Tomita  | 8.987   | 9.750 Q | 9.750 Q | 9.650   | 9.787 Q | 9.725 Q | 57.649  | 3 Q       | 9.062            | 9.737            | 9.762            | 9.625            | 9.637            | 9.662            | 57.485           | 6                |
| Naoya Tsukahara  | 9.725   | 9.687   | 9.700   | 9.425   | 9.650   | i.u.    | i.u.    | i.u.      | Gick inte vidare | Gick inte vidare | Gick inte vidare | Gick inte vidare | Gick inte vidare | Gick inte vidare | Gick inte vidare | Gick inte vidare |
| Isao Yoneda      | 9.725 Q | 8.450   | 9.625   | 9.637   | 9.687   | 9.800 Q | 56.924  | 10 Q      | 9.650            | 9.575            | 9.337            | 9.700            | 9.612            | 9.025            | 56.899           | 10               |
| Totalt           | 38.325  | 38.699  | 38.725  | 38.412  | 38.924  | 39.049  | 232.134 | 1 Q       | Se nedan         | Se nedan         | Se nedan         | Se nedan         | Se nedan         | Se nedan         | Se nedan         | Se nedan         |

Mångkamp, lag: final
| Idrottare        | Redskap | Redskap | Redskap | Redskap | Redskap | Redskap | Totalt  | Placering |
| Idrottare        | F       | PH      | R       | V       | PB      | HB      | Totalt  | Placering |
| ---------------- | ------- | ------- | ------- | ------- | ------- | ------- | ------- | --------- |
| Takehiro Kashima | i.u.    | 9.750   | i.u.    | 9.600   | 9.737   | 9.825   | 173.821 | 1         |
| Hisashi Mizutori | i.u.    | i.u.    | 9.625   | i.u.    | i.u.    | i.u.    | 173.821 | 1         |
| Daisuke Nakano   | 9.412   | i.u.    | i.u.    | i.u.    | i.u.    | i.u.    | 173.821 | 1         |
| Hiroyuki Tomita  | i.u.    | 9.675   | 9.787   | 9.687   | 9.700   | 9.850   | 173.821 | 1         |
| Naoya Tsukahara  | 9.312   | 9.650   | 9.712   | i.u.    | 9.575   | i.u.    | 173.821 | 1         |
| Isao Yoneda      | 9.587   | i.u.    | i.u.    | 9.550   | i.u.    | 9.787   | 173.821 | 1         |
| Totalt           | 28.311  | 29.075  | 29.124  | 28.837  | 29.012  | 29.462  | 173.821 | 1         |

Individuella finaler
| Gymnast          | Redskap    | Poäng | Placering |
| ---------------- | ---------- | ----- | --------- |
| Daisuke Nakano   | Fristående | 9.712 | 6         |
| Isao Yoneda      | Fristående | 9.662 | 7         |
| Takehiro Kashima | Bygelhäst  | 9.787 | 3         |
| Hiroyuki Tomita  | Bygelhäst  | 9.062 | 8         |
| Hiroyuki Tomita  | Ringar     | 9.800 | 4         |
| Daisuke Nakano   | Barr       | 9.762 | 5         |
| Hiroyuki Tomita  | Barr       | 9.775 | 2         |
| Daisuke Nakano   | Räck       | 8.750 | 9         |
| Isao Yoneda      | Räck       | 9.787 | 3         |

Damer
Mångkamp,ind.
| Idrottare       | Kval    | Kval    | Kval    | Kval    | Kval   | Kval      | Final            | Final            | Final            | Final            | Final            | Final            |
| Idrottare       | Redskap | Redskap | Redskap | Redskap | Totalt | Placering | Redskap          | Redskap          | Redskap          | Redskap          | Totalt           | Placering        |
| Idrottare       | V       | UB      | BB      | F       | Totalt | Placering | V                | UB               | BB               | F                | Totalt           | Placering        |
| --------------- | ------- | ------- | ------- | ------- | ------ | --------- | ---------------- | ---------------- | ---------------- | ---------------- | ---------------- | ---------------- |
| Manami Ishizaka | 9.125   | 9.187   | 8.637   | 9.262   | 36.211 | 33        | Gick inte vidare | Gick inte vidare | Gick inte vidare | Gick inte vidare | Gick inte vidare | Gick inte vidare |
| Kyoko Oshima    | 8.662   | 9.362   | 8.437   | 8.500   | 34.961 | 51        | Gick inte vidare | Gick inte vidare | Gick inte vidare | Gick inte vidare | Gick inte vidare | Gick inte vidare |

### Rytmisk
| Idrottare     | Gren         | Kval     | Kval   | Kval   | Kval   | Kval   | Kval      | Final            | Final            | Final            | Final            | Final            | Final            |
| Idrottare     | Gren         | Tunnband | Boll   | Käglor | Band   | Totalt | Placering | Tunnband         | Boll             | Käglor           | Band             | Totalt           | Placering        |
| ------------- | ------------ | -------- | ------ | ------ | ------ | ------ | --------- | ---------------- | ---------------- | ---------------- | ---------------- | ---------------- | ---------------- |
| Yukari Murata | Individuellt | 21.775   | 22.425 | 22.400 | 21.550 | 88.150 | 18        | Gick inte vidare | Gick inte vidare | Gick inte vidare | Gick inte vidare | Gick inte vidare | Gick inte vidare |

### Trampolin
| Haruka Hirota | Damer | 26.90 | 36.10 | 63.00 | 7 Q | 37.20 | 7 |

## Judo
Herrar
| Idrottare          | Gren                     | Sextondelsfinal                                                                 | Åttondelsfinal                | Kvartsfinal                     | Semifinal                       | Återkval                             | Final                             | Final            |
| Idrottare          | Gren                     | Motståndare Resultat                                                            | Motståndare Resultat          | Motståndare Resultat            | Motståndare Resultat            | Motståndare Resultat                 | Motståndare Resultat              | Placering        |
| ------------------ | ------------------------ | ------------------------------------------------------------------------------- | ----------------------------- | ------------------------------- | ------------------------------- | ------------------------------------ | --------------------------------- | ---------------- |
| Tadahiro Nomura    | Extra lättvikt (-60 kg)  | Lara (DOM) W 1120-0000                                                          | Gussenberg (GER) W 1000-0000  | Albarracín (ARG) W 1000-0000    | Tsagaanbaatar (MGL) W 1000-0000 | i.u.                                 | Final Khergiani (GEO) W 0100-0001 | 1                |
| Masato Uchishiba   | Halv lättvikt (-66 kg)   | Lencina (ARG) W 1011-0000                                                       | Dashdavaa (MGL) W 1001-0000   | Dzhafarov (RUS) W 1001-0000     | Georgiev (BUL) W 1000-0000      | i.u.                                 | Final Krnáč (SVK) W 1000-0000     | 1                |
| Masahiro Takamatsu | Lättvikt (-73 kg)        | Kevkhishvili (GEO) L 0010-0101                                                  | Gick inte vidare              | Gick inte vidare                | Gick inte vidare                | Gick inte vidare                     | Gick inte vidare                  | Gick inte vidare |
| Masahiko Tomouchi  | Halv mellanvikt (-81 kg) | Nossov (RUS) L 0001-0201                                                        | Gick inte vidare              | Gick inte vidare                | Gick inte vidare                | Omgång 1 Meloni (ITA) L 0001-0102    | Gick inte vidare                  | Gick inte vidare |
| Hiroshi Izumi      | Mellanvikt (-90 kg)      | Kukharenka (BLR) W 1000-0000                                                    | Iliadis (GRE) W 1010-0010     | Costa (ARG) W 0001-0000         | Hwang (KOR) W 0101-0001         | i.u.                                 | Final Zviadauri (GEO) L 0000-1001 | 2                |
| Kosei Inoue        | Halv tungvikt (-100 kg)  | Preliminary Match Mekić (BIH) W 1010-0000 Omgång of 32 Kovács (HUN) W 0002-0001 | Kelly (AUS) W 1000-0000       | van der Geest (NED) L 0010-1020 | Gick inte vidare                | Omgång 2 Miraliyev (AZE) L 0000-1011 | Gick inte vidare                  | Gick inte vidare |
| Keiji Suzuki       | Tungvikt (+100 kg)       | Tölzer (GER) W 0120-0010                                                        | Papaioannou (GRE) W 1101-0001 | Rybak (BLR) W 1011-0100         | Bianchessi (ITA) W 1010-0001    | i.u.                                 | Final Tmenov (RUS) W 1000-0000    | 1                |

Damer
| Idrottare      | Gren                     | Sextondelsfinal           | Åttondelsfinal                     | Kvartsfinal                  | Semifinal                       | Återkval                             | Final                            | Final            |
| Idrottare      | Gren                     | Motståndare Resultat      | Motståndare Resultat               | Motståndare Resultat         | Motståndare Resultat            | Motståndare Resultat                 | Motståndare Resultat             | Placering        |
| -------------- | ------------------------ | ------------------------- | ---------------------------------- | ---------------------------- | ------------------------------- | ------------------------------------ | -------------------------------- | ---------------- |
| Ryoko Tani     | Extra lättvikt (-48 kg)  | BYE                       | Karagiannopoulou (GRE) W 0220-0001 | Haddad (ALG) W 1011-0001     | Dumitru (ROU) W 0211-0001       | i.u.                                 | Final Jossinet (FRA) W 0112-0001 | 1                |
| Yuki Yokosawa  | Halv lättvikt (-52 kg)   | Ri (PRK) W 1000-0000      | Diédhiou (SEN) W 0101-0100         | Singleton (GBR) W 1001-0000  | Savón (CUB) W 1000-0000         | i.u.                                 | Final Xian (CHN) L 0000-1000     | 2                |
| Kie Kusakabe   | Lättvikt (-57 kg)        | Fleming (VEN) W 1000-0000 | Erdenet-Od (MGL) W 0020-0002       | Bönisch (GER) L 0000-0200    | Gick inte vidare                | Omgång 2 Fernández (ESP) L 0001-0010 | Gick inte vidare                 | Gick inte vidare |
| Ayumi Tanimoto | Halv mellanvikt (-63 kg) | Dhahri (TUN) W 1000-0000  | Maza (ECU) W 1000-0000             | Chisholm (CAN) W 1000-0000   | Krukower (ARG) W Injury Default | i.u.                                 | Final Heill (AUT) W 0200-0000    | 1                |
| Masae Ueno     | Mellanvikt (-70 kg)      | Schutz (USA) W 1000-0001  | Sraka (SVK) W 0012-0001            | Jacques (BEL) W 1000-0000    | Arlove (AUS) W 1002-0000        | i.u.                                 | Final Bosch (NED) W 1000-0001    | 1                |
| Noriko Anno    | Halv tungvikt (-78 kg)   | BYE                       | Pinto (VEN) W 1011-0000            | Morico (ITA) W 0101-0001     | Lebrun (FRA) W 0010-0000        | i.u.                                 | Final Liu (CHN) W 1010-0001      | 1                |
| Maki Tsukada   | Tungvikt (+78 kg)        | BYE                       | Malone (AUS) W 1000-0000           | Prokofyeva (UKR) W 1012-0100 | Donguzashvili (RUS) W 0210-0000 | i.u.                                 | Final Beltrán (CUB) W 1000-0100  | 1                |

## Kanotsport
Sprint
| Kanotist                                                 | Gren               | Heat     | Heat      | Semifinal | Semifinal | Final           | Final           |
| Kanotist                                                 | Gren               | Tid      | Placering | Tid       | Placering | Tid             | Placering       |
| -------------------------------------------------------- | ------------------ | -------- | --------- | --------- | --------- | --------------- | --------------- |
| Miyuki Shirata                                           | Damernas K-1 500 m | 2:00.860 | 7 QS      | 2:03.076  | 7         | Did not advance | Did not advance |
| Shinobu Kitamoto Yumiko Suzuki                           | Damernas K-2 500 m | 1:44.730 | 4 QS      | 1:47.614  | 8         | Did not advance | Did not advance |
| Shinobu Kitamoto Yumiko Suzuki Mikiko Takeya Miho Adachi | Damernas K-4 500 m | 1:36.873 | 4 QS      | 1:35.493  | 2 QF      | 1:40.188        | 9               |

## Konstsim
| Idrottare                                                                                                  | Gren                | Teknisk rutin | Teknisk rutin | Fri rutin (inledande) | Fri rutin (inledande)  | Fri rutin (inledande) | Fri rutin (final) | Fri rutin (final)      | Fri rutin (final) |
| Idrottare                                                                                                  | Gren                | Poäng         | Placering     | Poäng                 | Totalt (teknisk + fri) | Placering             | Placering         | Totalt (teknisk + fri) | Placering         |
| --- | ------------------- | ------------- | ------------- | --------------------- | ---------------------- | --------------------- | ----------------- | ---------------------- | ----------------- |
| Miya Tachibana Miho Takeda                                                                                 | Damernas duett      | 49.000        | 49.000        | 98.000                | 2 Q                    | 49.417                | 98.417            | 2                      |                   |
| Michiyo Fujimaru Saho Harada Kanako Kitao Emiko Suzuki Miya Tachibana Miho Takeda Juri Tatsumi Yoko Yoneda | Damernas lagtävling | 49.167        | i.u.          | i.u.                  | i.u.                   | 49.334                | 98.501            | 2                      |                   |

## Landhockey
Damer
Coach: Kazunori Kobayashi

1. Rie Terazono (GK)
2. Keiko Miura (c)
3. Akemi Kato
4. Yukari Yamamoto
5. Sachimi Iwao
6. Chie Kimura
7. Rika Komazawa
8. Sakae Morimoto
9. Kaori Chiba
10. Naoko Saito
11. Tomomi Komori
12. Nami Miyazaki (GK)
13. Akiko Kitada
14. Rika Ishida
15. Emi Sakurai
16. Miyuki Nakagawa

Gruppspel
| Lag         | Pld | W | D | L | GF | GA | GD | Pts |
| ----------- | --- | - | - | - | -- | -- | -- | --- |
| Kina        | 4   | 4 | 0 | 0 | 11 | 2  | +9 | 12  |
| Argentina   | 4   | 3 | 0 | 1 | 12 | 4  | +8 | 9   |
| Japan       | 4   | 2 | 0 | 2 | 5  | 7  | −2 | 6   |
| Nya Zeeland | 4   | 1 | 0 | 3 | 3  | 9  | −6 | 3   |
| Spanien     | 4   | 0 | 0 | 4 | 3  | 12 | −9 | 0   |

## Ridsport

### Hoppning
| Ryttare                                                      | Häst      | Gren                  | Kval     | Kval      | Kval       | Kval       | Kval       | Kval             | Kval             | Kval             | Final            | Final            | Final            | Final            | Final            | Totalt           | Totalt           |
| Ryttare                                                      | Häst      | Gren                  | Omgång 1 | Omgång 1  | Omgång 2   | Omgång 2   | Omgång 2   | Omgång 3         | Omgång 3         | Omgång 3         | Omgång A         | Omgång A         | Omgång B         | Omgång B         | Omgång B         | Totalt           | Totalt           |
| Ryttare                                                      | Häst      | Gren                  | Straff   | Placering | Straff     | Totalt     | Placering  | Straff           | Totalt           | Placering        | Straff           | Placering        | Straff           | Totalt           | Placering        | Straff           | Placering        |
| ------------------------------------------------------------ | --------- | --------------------- | -------- | --------- | ---------- | ---------- | ---------- | ---------------- | ---------------- | ---------------- | ---------------- | ---------------- | ---------------- | ---------------- | ---------------- | ---------------- | ---------------- |
| Tadayoshi Hayashi                                            | Swanky    | Individuell hoppning  | 8        | =47       | 17         | 25         | 54 Q       | Gav upp          | Gav upp          | Gav upp          | Gick inte vidare | Gick inte vidare | Gick inte vidare | Gick inte vidare | Gick inte vidare | Gick inte vidare | Gick inte vidare |
| Ryuichi Obata                                                | Oliver Q  | Individuell hoppning  | 14       | =66       | Eliminerad | Eliminerad | Eliminerad | Gick inte vidare | Gick inte vidare | Gick inte vidare | Gick inte vidare | Gick inte vidare | Gick inte vidare | Gick inte vidare | Gick inte vidare | Gick inte vidare | Gick inte vidare |
| Taizo Sugitani                                               | Lamalushi | Individuell hoppning  | 12       | =60       | 16         | 28         | 61 Q       | 9                | 37               | =51 Q            | 8                | =12 Q            | 12               | 20               | =16              | 20               | =16              |
| Yuka Watanabe                                                | Nike      | Individuell hoppning  | 3        | 18        | 3          | 6          | =13 Q      | 18               | 24               | =37 Q            | 17               | 39               | Gick inte vidare | Gick inte vidare | Gick inte vidare | Gick inte vidare | Gick inte vidare |
| Tadayoshi Hayashi Ryuichi Obata Taizo Sugitani Yuka Watanabe | Se ovan   | Lagtävling i hoppning | i.u.     | i.u.      | i.u.       | i.u.       | i.u.       | i.u.             | i.u.             | i.u.             | 36               | 13               | Gick inte vidare | Gick inte vidare | Gick inte vidare | 36               | 13               |

## Rodd
Herrar
| Idrottare                    | Gren                    | Heat    | Heat      | Återkval | Återkval  | Semifinal | Semifinal | Final   | Final     | Final |
| Idrottare                    | Gren                    | Tid     | Placering | Tid      | Placering | Tid       | Placering | Tid     | Placering |       |
| ---------------------------- | ----------------------- | ------- | --------- | -------- | --------- | --------- | --------- | ------- | --------- | ----- |
| Kazushige Ura Daisaku Takeda | Lättvikts-dubbelsculler | 6:24,08 | 4 R       | 6:17,26  | 1 SA/B    | 6:18,51   | 3 FA      | 6:24,98 | 6         |       |

Damer
| Idrottare                     | Gren                    | Heat    | Heat      | Återkval | Återkval  | Final   | Final     | Final |
| Idrottare                     | Gren                    | Tid     | Placering | Tid      | Placering | Tid     | Placering |       |
| ----------------------------- | ----------------------- | ------- | --------- | -------- | --------- | ------- | --------- | ----- |
| Akiko Iwamoto Kahori Uchiyama | Lättvikts-dubbelsculler | 7:14,04 | 5 R       | 7:07,07  | 4 FC      | 7:37,46 | 13        |       |

## Segling
Herrar
| Seglare                      | Gren    | Lopp | Lopp | Lopp | Lopp | Lopp | Lopp | Lopp | Lopp | Lopp | Lopp | Lopp | Summerad poäng | Finalplacering |
| Seglare                      | Gren    | 1    | 2    | 3    | 4    | 5    | 6    | 7    | 8    | 9    | 10   | M*   | Summerad poäng | Finalplacering |
| ---------------------------- | ------- | ---- | ---- | ---- | ---- | ---- | ---- | ---- | ---- | ---- | ---- | ---- | -------------- | -------------- |
| Motokazu Kenjo               | Mistral | 16   | 23   | 18   | 23   | OCS  | 4    | 12   | 12   | 15   | 19   | 28   | 170            | 19             |
| Kazuto Seki Kenjiro Todoroki | 470     | 3    | 7    | 21   | 18   | 7    | 12   | 1    | 9    | 5    | 17   | 11   | 90             | 3              |

M = Medaljlopp; EL = Eliminerad – gick inte vidare till medaljloppet;
Damer
| Seglare                       | Gren        | Lopp | Lopp | Lopp | Lopp | Lopp | Lopp | Lopp | Lopp | Lopp | Lopp | Lopp | Summerad poäng | Finalplacering |
| Seglare                       | Gren        | 1    | 2    | 3    | 4    | 5    | 6    | 7    | 8    | 9    | 10   | M*   | Summerad poäng | Finalplacering |
| ----------------------------- | ----------- | ---- | ---- | ---- | ---- | ---- | ---- | ---- | ---- | ---- | ---- | ---- | -------------- | -------------- |
| Masako Imai                   | Mistral     | 12   | 14   | 17   | 11   | 5    | 16   | 17   | 10   | 16   | 17   | 18   | 135            | 17             |
| Maiko Sato                    | Europajolle | 24   | 16   | 24   | 16   | 23   | 11   | 23   | 10   | 24   | 22   | 23   | 192            | 24             |
| Mitsuko Satake Yuka Yoshisako | 470         | DSQ  | 17   | 16   | 10   | 8    | 12   | 4    | 12   | 3    | 18   | 1    | 101            | 11             |

M = Medaljlopp; EL = Eliminerad – gick inte vidare till medaljloppet;
Öppen
| Seglare                      | Gren  | Lopp | Lopp | Lopp | Lopp | Lopp | Lopp | Lopp | Lopp | Lopp | Lopp | Lopp | Lopp | Lopp | Lopp | Lopp | Lopp | Summerad poäng | Finalplacering |
| Seglare                      | Gren  | 1    | 2    | 3    | 4    | 5    | 6    | 7    | 8    | 9    | 10   | 11   | 12   | 13   | 14   | 15   | M*   | Summerad poäng | Finalplacering |
| ---------------------------- | ----- | ---- | ---- | ---- | ---- | ---- | ---- | ---- | ---- | ---- | ---- | ---- | ---- | ---- | ---- | ---- | ---- | -------------- | -------------- |
| Kunio Suzuki                 | Laser | 30   | 22   | 39   | OCS  | 29   | 25   | 30   | 28   | 22   | 29   | i.u. | i.u. | i.u. | i.u. | i.u. | 27   | 281            | 35             |
| Kenji Nakamura Masato Takaki | 49er  | 12   | 14   | 19   | OCS  | 4    | 2    | 19   | 4    | 2    | 14   | 4    | 7    | 17   | 18   | 14   | 15   | 146            | 15             |

M = Medaljlopp; EL = Eliminerad – gick inte vidare till medaljloppet;

## Simhopp
Herrar
| Idrottare    | Gren | Kval   | Kval      | Semifinal | Semifinal | Final  | Final     |
| Idrottare    | Gren | Poäng  | Placering | Poäng     | Placering | Poäng  | Placering |
| ------------ | ---- | ------ | --------- | --------- | --------- | ------ | --------- |
| Ken Terauchi | 3 m  | 456,15 | 4 Q       | 701,79    | 5 Q       | 690,00 | 8         |

Damer
| Idrottare       | Gren | Kval   | Kval      | Semifinal | Semifinal | Final  | Final     |
| Idrottare       | Gren | Poäng  | Placering | Poäng     | Placering | Poäng  | Placering |
| --------------- | ---- | ------ | --------- | --------- | --------- | ------ | --------- |
| Takiri Miyazaki | 10 m | 315,78 | 12 Q      | 486,63    | 12 Q      | 479,10 | 11        |

## Softboll
| Lag              | Spelade | Vinster | Förloster | RF | RA | Pct   |
| ---------------- | ------- | ------- | --------- | -- | -- | ----- |
| USA              | 7       | 7       | 0         | 41 | 0  | 1,000 |
| Australien       | 7       | 6       | 1         | 22 | 14 | 0,857 |
| Japan            | 7       | 4       | 3         | 17 | 8  | 0,571 |
| Kina             | 7       | 3       | 4         | 15 | 20 | 0,429 |
| Kanada           | 7       | 3       | 4         | 6  | 14 | 0,429 |
| Kinesiska Taipei | 7       | 2       | 5         | 3  | 13 | 0,286 |
| Grekland         | 7       | 2       | 5         | 6  | 24 | 0,286 |
| Italien          | 7       | 1       | 6         | 8  | 24 | 0,143 |

## Taekwondo
| Idrottare      | Gren            | Åttondelsfinaler     | Kvartsfinaler        | Semifinaer           | Återkval             | Bronsmatch           | Final                | Final            |
| Idrottare      | Gren            | Motståndare Resultat | Motståndare Resultat | Motståndare Resultat | Motståndare Resultat | Motståndare Resultat | Motståndare Resultat | Placering        |
| -------------- | --------------- | -------------------- | -------------------- | -------------------- | -------------------- | -------------------- | -------------------- | ---------------- |
| Yoriko Okamoto | Damernas +67 kg | Chen Z (CHN) L 5–7   | Gick inte vidare     | Gick inte vidare     | Carmona (VEN) L 2–5  | Gick inte vidare     | Gick inte vidare     | Gick inte vidare |

## Tennis
| Spelare                    | Gren      | Omgång 1                        | Omgång 2                                   | Åttondelsfinaler                   | Kvartsfinaler                               | Semifinaler                               | Final / BM                         | Final / BM       |
| Spelare                    | Gren      | Motståndare Poäng               | Motståndare Poäng                          | Motståndare Poäng                  | Motståndare Poäng                           | Motståndare Poäng                         | Motståndare Poäng                  | Placering        |
| -------------------------- | --------- | ------------------------------- | ------------------------------------------ | ---------------------------------- | ------------------------------------------- | ----------------------------------------- | ---------------------------------- | ---------------- |
| Shinobu Asagoe             | Damsingel | Schiavone (ITA) L 3–6, 6–7(4–7) | Gick inte vidare                           | Gick inte vidare                   | Gick inte vidare                            | Gick inte vidare                          | Gick inte vidare                   | Gick inte vidare |
| Akiko Morigami             | Damsingel | Benešová (CZE) W 6–1, 6–4       | Kuznetsova (RUS) L 6–7(5–7), 2–6           | Gick inte vidare                   | Gick inte vidare                            | Gick inte vidare                          | Gick inte vidare                   | Gick inte vidare |
| Saori Obata                | Damsingel | Matevžič (SLO) L 6–7(3–7), 5–7  | Gick inte vidare                           | Gick inte vidare                   | Gick inte vidare                            | Gick inte vidare                          | Gick inte vidare                   | Gick inte vidare |
| Ai Sugiyama                | Damsingel | Zheng J (CHN) W 4–6, 6–3, 8–6   | Perebijnis (UKR) W 7–5, 6–4                | Šprem (CRO) W 7–6(8–6), 6–1        | Molik (AUS) L 3–6, 4–6                      | Gick inte vidare                          | Gick inte vidare                   | Gick inte vidare |
| Shinobu Asagoe Ai Sugiyama | Damdubbel | i.u.                            | Dementieva / Myskina (RUS) W 5–7, 7–5, 6–3 | Kostanić / Šprem (CRO) W 6–3, 7–5  | Navratilova / Raymond (USA) W 6–4, 4–6, 6–4 | Martínez / Ruano Pascual (ESP) L 3–6, 0–6 | Suárez / Tarabini (ARG) L 3–6, 3–6 | 4                |
| Akiko Morigami Saori Obata | Damdubbel | i.u.                            | Czink / Kapros (HUN) W 3–6, 7–5, 6–3       | Suárez / Tarabini (ARG) L 4–6, 2–6 | Gick inte vidare                            | Gick inte vidare                          | Gick inte vidare                   | Gick inte vidare |

## Triathlon
| Triathlet          | Gren                | Simning (1,5 km) | Trans 1 | Cykling (40 km) | Trans 2 | Löpning (10 km) | Total tid  | Placering |
| ------------------ | ------------------- | ---------------- | ------- | --------------- | ------- | --------------- | ---------- | --------- |
| Hiroyuki Nishiuchi | Herrarnas triathlon | 18:20            | 0:18    | 1:05:34         | 0:19    | 33:49           | 1:57:43,51 | 32        |
| Hirokatsu Tayama   | Herrarnas triathlon | 18:03            | 0:17    | 1:01:43         | 0:17    | 33:42           | 1:53:28,41 | 13        |
| Machiko Nakanishi  | Damernas triathlon  | 19:40            | 0:18    | 1:10:45         | 0:23    | 38:26           | 2:08:51,06 | 20        |
| Kiyomi Niwata      | Damernas triathlon  | 20:35            | 0:22    | 1:09:54         | 0:23    | 37:13           | 2:07:42,79 | 14        |
| Akiko Sekine       | Damernas triathlon  | 20:37            | 0:20    | 1:09:49         | 0:23    | 37:08           | 2:07:34,02 | 12        |